# Tumba de los gigantes

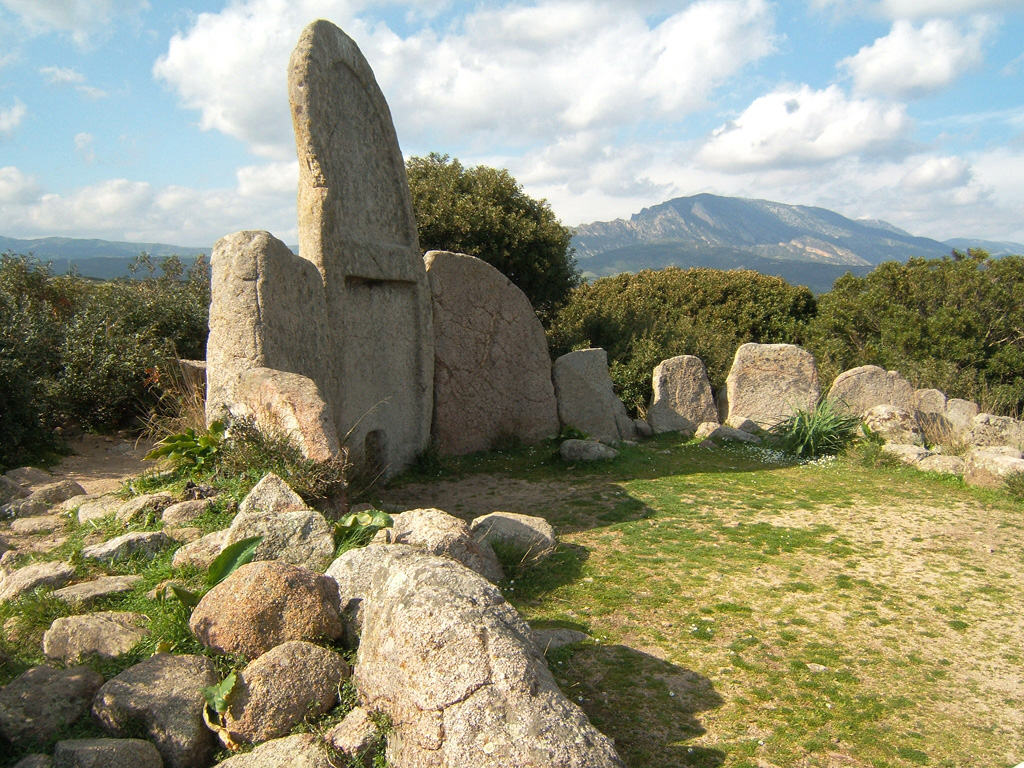
Tumba del gigante de sa Ena 'e Thomes, en Dorgali.

Las tumbas de los gigantes son monumentos funerarios constituidos por sepulturas colectivas de la época nurágica presentes por toda la isla de Cerdeña.
Como los nuragas, estas particulares construcciones megalíticas no tienen ningún equivalente en el continente europeo y son construidos con planta rectangular con un ábside mediante grandes losas de piedra empotradas en tierra.

## Estructura

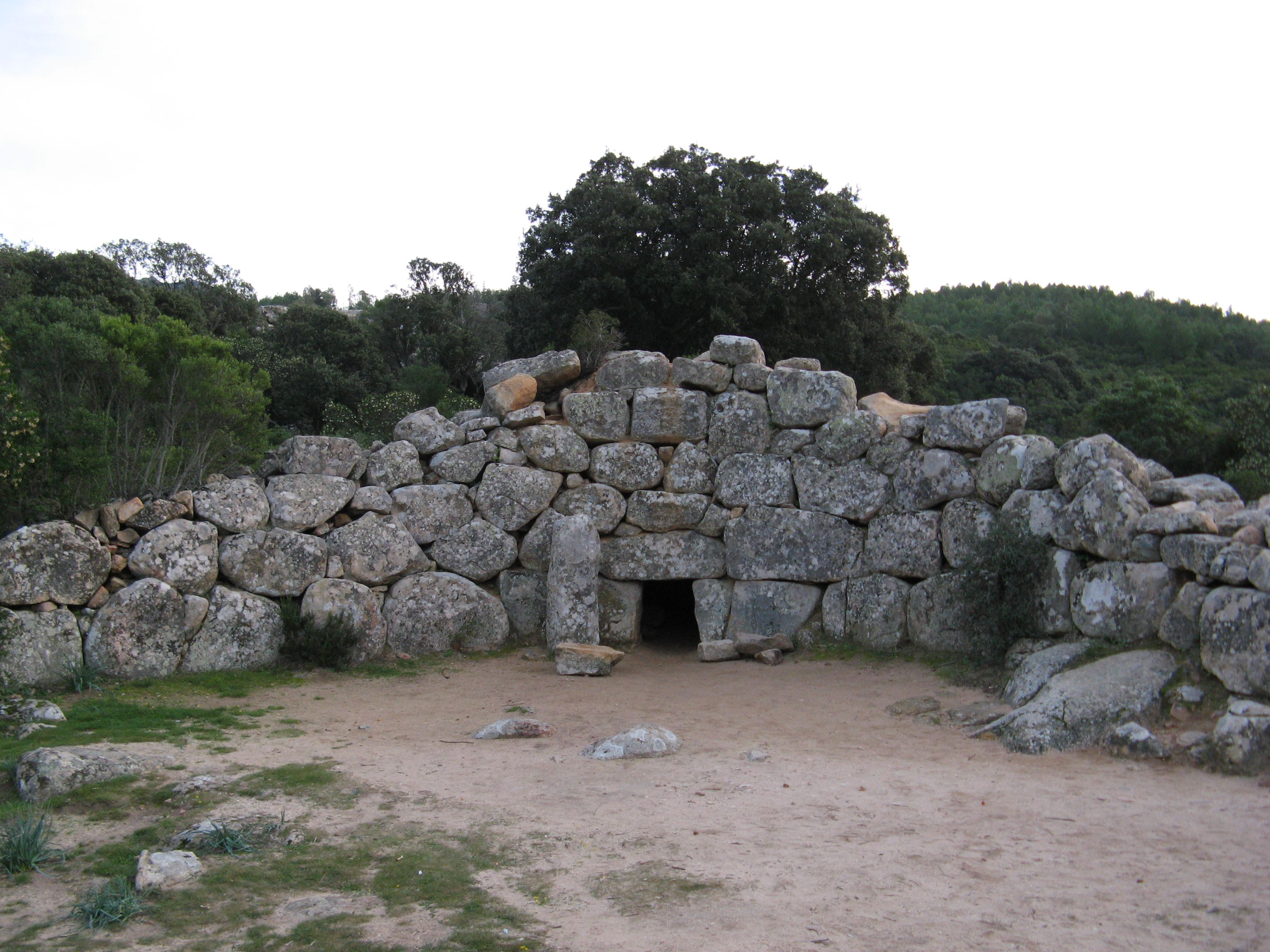
Tumba del gigante de Is Concias, en Quartucciu.

Estas particulares tumbas consisten esencialmente en una cámara funeraria de entre 5 y 15 metros de largo y entre 1 y 2 metros de alto. La parte frontal de la estructura está delimitada por una especie de semicírculo, que simbolizaba los cuernos de un toro, y por una tumba más antigua en el centro del semicírculo con una pequeña abertura por la cual se accedía a la tumba. Junto a la abertura se erigía un obelisco (llamado en sardo betile) que probablemente simbolizaba a dioses o a ancestros que velaban por los muertos.

## Función
Las tumbas de los gigantes fueron lugares en los que, en la época nurágica, los sardos enterraban a sus muertos. Se encontraban lejos del núcleo habitado y podían hospedar entre cien y trescientos fallecidos.
Los miembros de la tribu, clan o aldea, venían a rendir homenaje a los muertos de la comunidad, sin distinción de clases y sin privilegios particulares. Probablemente los difuntos eran descarnados antes de su sepultura (existen evidencias en los huesos que apoyan esta teoría), y eran enterrados cuando su número comenzaba a ser significativo.